# Pflanzenjauche

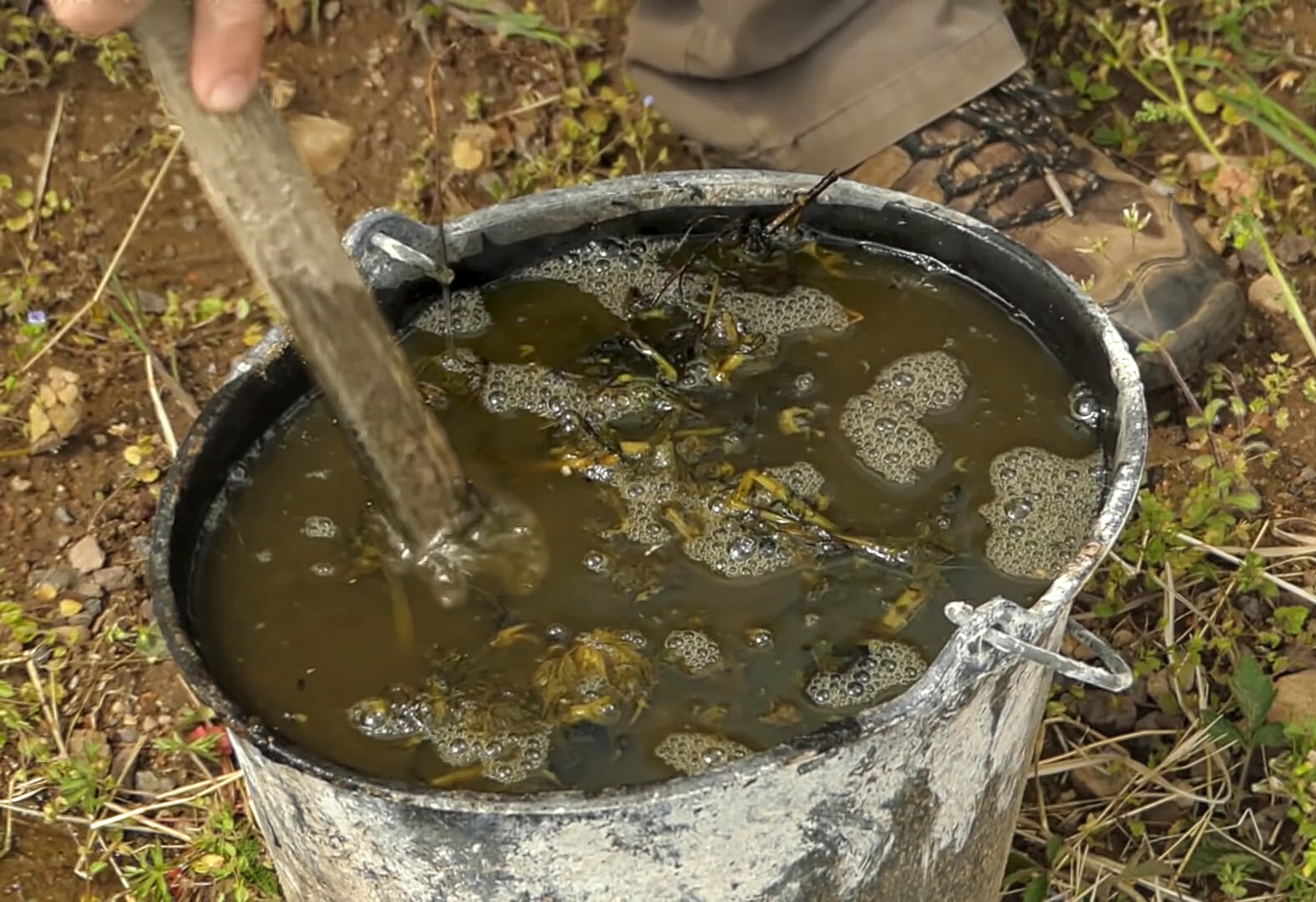
Die Brennnesseljauche ist ein Dünger und Pflanzenstärkungsmittel

Pflanzenjauchen sind fermentierte Pflanzenauszüge. Sie werden überwiegend von Hobbygärtnern verwendet; vor allem als Düngemittel, aber auch als natürliche Pflanzenstärkungsmittel im Rahmen des biologischen Pflanzenschutzes. Jauchen aus Brennnessel, Beinwell, Ackerschachtelhalm, Knoblauch oder Zwiebeln werden als Dünger mit möglicherweise kräftigender Wirkung, vorbeugend gegen und bei Befall durch Pilzkrankheiten als Fungizid verwendet. Pflanzenjauchen haben einen hohen Gehalt an Stickstoff und Kalium. Damit eignen sie sich besonders gut für stark zehrende Pflanzen wie zum Beispiel Tomaten.

## Herstellung
Man setzt 1 kg frische, grob geschnittene Kräuter in 10 Liter Wasser an, am besten in Fässern aus Holz, Steingut oder Polyethylen. Man kann auch fertig getrocknete Kräuter oder Trockenmischungen kaufen, hier genügen 150 bis 200 Gramm auf 10 Liter Wasser.

Das Fass wird an einem sonnigen, warmen Platz aufgestellt und mit einem Gitterrost abgedeckt. Nun muss die Jauche ein bis zwei Wochen lang durchgären, damit die Pflanzenwirkstoffe, wie z. B. Kieselsäure, freigesetzt werden.

Die unvermeidliche Geruchsentwicklung kann durch Zugabe von Gesteinsmehl beim täglichen Umrühren in Grenzen gehalten werden.
Die Jauche ist fertig, wenn sie nicht mehr schäumt und eine dunkle Farbe angenommen hat.

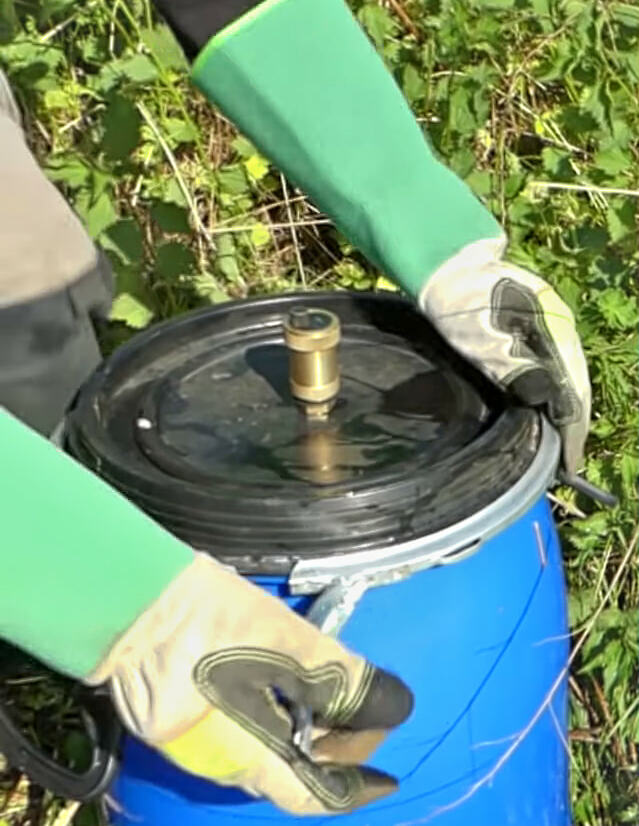
Die Petiot-Methode sieht Luftabschluss vor.

Im Gegensatz zu den traditionellen Rezepten, die die offene Gärung an der Luft vorsehen, ist es nach Éric Petiot entscheidend, auf strikten Luftabschluss zu achten.

## Zersetzung von Biomasse in Wasser
Die Herstellung von Pflanzenjauche ist im Prinzip eine Zersetzung von toter Biomasse in Wasser. Dabei wird der gebundene Stickstoff durch Destruenten zu Ammoniak (NH3) umgewandelt. Unter aeroben Verhältnissen oxidieren aerobe Bakterien das freigesetzte Ammoniak bei der Nitrifikation zu Nitrit (NO2−) und weiter zu Nitrat (NO3−).
In Wasser setzt sich Ammoniak mit Wasser zu Ammonium-Ionen (NH4+) um, wodurch OH-Ionen entstehen und deshalb der pH-Wert ansteigt:
{\displaystyle \mathrm {\ NH_{3}+H_{2}O\longrightarrow \ NH_{4}^{+}+OH^{-}} }
In Brennnesseljauche liegt der Großteil des Stickstoffs in Form von Ammonium-Ionen vor, mit einer Gesamtstickstoffkonzentration von unverdünnt 30–40 mM (=~0,04–0,06 % Stickstoffgehalt). Der hohe pH-Wert der Jauche führt außerdem zu einer effizienteren Aufnahme von Ammonium-Ionen als aus einer normalen Nährstofflösung, wodurch das Wachstum zusätzlich gefördert wird. Liegen anaerobe Verhältnisse vor (zum Beispiel durch die Sauerstoffzehrung aerober und fakultativ anaerober Mikroorganismen), können bestimmte anaerobe Bakterien Nitrat über Nitrit zu Ammonium reduzieren. Dieser Vorgang wird als Nitratammonifikation bezeichnet. Andere Bakterien wandeln Nitrat bei der Denitrifikation zu Stickstoff (N2) um, indem sie es für ihren oxidativen Energiestoffwechsel als Oxidans verwenden. Das entstandene N2 wird freigesetzt und gelangt dadurch in die Atmosphäre.

## Anwendung
Die Jauche wird abgesiebt und mit Wasser 1:10 verdünnt, um eine optimale Düngewirkung zu erzielen. Alternativ kann man die Pflanzen vorbeugend gegen Schädlinge auf der Ober- und Unterseite der Blätter besprühen. Als natürlicher und günstiger Dünger eignet sich Pflanzenjauche zum Beispiel für Gemüsepflanzen während der Vegetationszeit. Allerdings sollte beim Anbringen der Jauche darauf geachtet werden, dass diese die Blätter und Stängel leicht verbrennen kann. Daher wird die Jauche vorzugsweise an trüben Tagen oder in der Dämmerung direkt auf den Wurzelbereich der Pflanzen aufgebracht, am besten auf bereits feuchte Erde.
Den verschiedenen Stärkungsmitteln werden unterschiedliche Wirkungen zugesprochen: Jauche aus Ackerschachtelhalm soll so gegen Mehltau und andere Pilzerkrankungen der Pflanzen helfen sowie gegen Läuse und Spinnmilben. Jauche aus Brennnesseln wird ebenfalls gegen Blattläuse, Spinnmilben und Pilzerkrankungen eingesetzt und gilt darüber hinaus als natürlicher Dünger. Wermutjauche wird gegen Ameisen (und indirekt gegen Läuse) eingesetzt.
Eine Literaturauswertung der französischen Nationalen Gartenbaugesellschaft (SNHF) konnten Anwendungen im Pflanzenschutz erst ab Ende der 1990er Jahre belegen und keine wissenschaftlichen Belege für entsprechende Wirkungen finden. Dagegen zeigten zum Beispiel Shazdeahmadi 2021 gute Wirksamkeit für einen Brennnessel-Blattextrakt gegen Myzus nicotianae, Brudea 2007 gute Wirksamkeiten für wässrige Auszüge von Aristolochia clematidis, Artemisia absinthium, U. dioica, Sambucus ebulus und Tanacetum vulgare gegen Aphis spiraephaga, und Ahmadi et al. für alkoholische Nesselauszüge gegen Schizaphis graminum, Aphis fabae und Aphis craccivora.
Auch zeigt schon die Anwesenheit von Brennnesselpflanzen in der Umgebung von Kulturen durch die Förderung von Nützlingen einen Effekt gegen Parasitenbefall.

## Politische und rechtliche Situation
In Deutschland werden die Zutaten zum Ansetzen einiger Jauchen oder entsprechende Pflanzenextrakte als Pflanzenstärkungsmittel vom Bundesamt für Verbraucherschutz und Lebensmittelsicherheit gelistet und von verschiedenen Herstellern im Handel angeboten.
In Frankreich wurde 2006 durch ein neues Landwirtschafts-Rahmengesetz eine große Kontroverse ausgelöst, der sogenannte „Brennnesseljauchekrieg“. Das Gesetz verbot Besitz, Inverkehrbringen und Bewerbung von nicht zugelassenen Pflanzenschutzmitteln. Als Verschärfung der Rechtsvorschriften für herkömmliche Pflanzenschutzmittel und insbesondere zur besseren Kontrolle verbotener Produkte betrafen diese Rechtsvorschriften auch Pflanzenjauchen und andere selbst hergestellte Präparate, die nie einen offiziellen Bewertungs- oder Zulassungsprozess durchlaufen hatten. Es wurde weithin als Lobby-Erfolg der Agrarindustrie und als groteske Spitze fortgesetzter Angriffe gegen kleinbäuerliche Landwirtschaft gesehen. Bekannt geworden war ein Fall um Pflanzenbauwissenschaftler Éric Petiot, der als Mitautor eines vielfach verkauften Buches zu Pflanzenjauchen durch die Generaldirektion für Wettbewerb, Verbrauch und Betrugsbekämpfung (DGCCRF) verfolgt wurde. Die Brennnessel wurde zum Symbol einer Bewegung und als symbolischen Protest verteilten Aktivisten die illegalisierte Brennnesseljauche demonstrativ zum Beispiel auf Wochenmärkten. Das Landwirtschaftsministerium hob das Verbot im April 2011 wieder auf.
Der Umweltgipfel von 2007 brachte eine Verordnung auf den Weg, die seit dem 18. April 2011 eine bestimmte (ausschließlich Brennnessel) Jauche – nach einem bestimmten Protokoll hergestellt und anzuwenden – als Pflanzenstärkungsmittel zulässt. Das Protokoll wird jedoch als unzureichend, unpraktikabel und minderwertig kritisiert.